# Landkreis Hagen
Der Landkreis Hagen (bis 1887 Kreis Hagen) war ein Landkreis im Regierungsbezirk Arnsberg der preußischen Provinz Westfalen. Er umfasste bei seiner Gründung im Wesentlichen das Gebiet des heutigen Ennepe-Ruhr-Kreises sowie der Stadt Hagen.

## Geschichte
Der Kreis wurde 1817 nach der Auflösung des napoleonischen Satellitenstaats Großherzogtum Berg (1806–1813) und der sich anschließenden provisorischen Verwaltung durch Preußen im Generalgouvernement Berg (1813–1815) gegründet. Im Wiener Kongress wurde Westfalen als Besitztums Preußen formell bestätigt, das infolgedessen die Provinz Westfalen gründete und dort seine Verwaltungsgliederung einführte. Der Kreis Hagen lag an der westlichen Grenze der Provinz Westfalen und war dem ebenfalls 1816 neu gegründeten Regierungsbezirk Arnsberg unterstellt. Bei einer nachträglichen Korrektur der Kreisgrenzen am 1. Januar 1819 kamen die Bürgermeisterei Sprockhövel aus dem Kreis Bochum sowie die Bürgermeisterei Herdecke aus dem Kreis Dortmund zum Kreis Hagen hinzu.
Der Kreis bestand seitdem aus elf Bürgermeistereien, die alle während der Franzosenzeit im Großherzogtum Berg gegründet worden waren. Dies waren die Bürgermeistereien Boele, Breckerfeld, Enneperstraße, Hagen und Herdecke aus dem Kanton Hagen, Ennepe, Haßlinghausen, Langerfeld, Schwelm und Volmarstein aus dem Kanton Schwelm sowie Sprockhövel aus dem Kanton Hattingen.
Im Rahmen der Einführung der Landgemeinde-Ordnung für die Provinz Westfalen wurden die Bürgermeistereien 1844 in Ämter überführt, wobei die Städte Hagen, Herdecke und Schwelm amtsfrei blieben. Der Kreis umfasste seit dieser Zeit zunächst elf Ämter und insgesamt 45 Gemeinden:
| Verwaltungsgliederung 1850 | Verwaltungsgliederung 1850                                                        |
| Amt                        | Gemeinden                                                                         |
| -------------------------- | --------------------------------------------------------------------------------- |
| Boele                      | Boele, Eckesey, Fley, Halden, Herbeck und Holthausen                              |
| Breckerfeld                | Stadt Breckerfeld, Breckerfeld-Land und Dahl                                      |
| Ennepe                     | Mühlinghausen, Mylinghausen, Oelkinghausen und Schweflinghausen                   |
| Enneperstraße              | Haspe, Voerde, Vorhalle, Waldbauer und Westerbauer                                |
| Hagen                      | Delstern, Eilpe, Eppenhausen und Wehringhausen                                    |
| Haßlinghausen              | Gennebreck, Haßlinghausen, Hiddinghausen I und Linderhausen                       |
| Langerfeld                 | Langerfeld und Nächstebreck                                                       |
| Schwelm                    | Landgemeinde Schwelm                                                              |
| Sprockhövel                | Hiddinghausen II, Niedersprockhövel und Obersprockhövel                           |
| Volmarstein                | Asbeck, Berge, Bommern, Esborn, Grundschöttel, Silschede, Volmarstein und Wengern |
| Herdecke                   | Ende und Wetter                                                                   |
| amtsfrei                   | Hagen, Herdecke und Schwelm                                                       |

Am 1. Mai 1867 wurde die Gemeinde Mylinghausen in Gevelsberg umbenannt. Voerde bildete 1868 ein eigenes Amt und Haspe wurde 1873 amtsfreie Stadt. 1876 wurden Eilpe und Wehringhausen nach Hagen eingemeindet. Die übrigen Gemeinden des Amtes bildeten mit den Gemeinden des Amtes Boele seitdem das Amt Boele-Hagen. 1878 wurde die Landgemeinde Schwelm mit der Stadt Schwelm zusammengeschlossen. 1881 wurde das Amt Herdecke in Amt Wetter umbenannt und 1884 wechselte Vorhalle aus dem Amt Enneperstraße ins Amt Boele-Hagen. Gevelsberg wurde 1886 amtsfrei.
Am 1. April 1887 kam es im Raum Hagen zu einer umfangreichen Gebietsreform. Die Stadt Hagen schied aus dem Kreis aus und wurde eine kreisfreie Stadt. Gleichzeitig schieden Gevelsberg und Schwelm sowie die Ämter Ennepe, Haßlinghausen, Langerfeld, Sprockhövel und Voerde aus dem Kreis aus und bildeten fortan den Kreis Schwelm. Der Kreis Hagen hieß seitdem Landkreis Hagen.
Die Gemeinde Waldbauer wechselte 1891 aus dem Amt Enneperstraße ins Amt Breckerfeld.
Die Gemeinde Bommern bildete seit 1895 ein eigenes Amt. Westerbauer wurde 1898 nach Haspe eingemeindet, womit das Amt Enneperstraße erlosch. 1899 wurden Stadt und Landgemeinde Breckerfeld zusammengeschlossen. 1901 wurden Delstern, Eckesey und Eppenhausen nach Hagen eingemeindet. Das Amt Boele-Hagen hieß seitdem Amt Boele. Der Landkreis Hagen umfasste nun fünf Ämter und insgesamt 21 Gemeinden:
| Verwaltungsgliederung ab 1901 | Verwaltungsgliederung ab 1901                                            |
| Amt                           | Gemeinden                                                                |
| ----------------------------- | ------------------------------------------------------------------------ |
| Boele                         | Boele, Fley, Halden, Herbeck, Holthausen und Vorhalle                    |
| Bommern                       | Bommern                                                                  |
| Breckerfeld                   | Breckerfeld, Dahl und Waldbauer                                          |
| Wetter                        | Ende und Wetter                                                          |
| Volmarstein                   | Asbeck, Berge, Esborn, Grundschöttel, Silschede, Volmarstein und Wengern |
| amtsfrei                      | Haspe, Herdecke                                                          |

Die Stadt Wetter schied 1910 aus dem Amt Wetter aus und wurde amtsfrei. Die Gemeinde Ende bildete fortan das Amt Ende zu Wetter. 1920 schied Vorhalle aus dem Amt Boele aus und bildete ein eigenes Amt. Zum 1. August 1929 wurde der Landkreis Hagen durch das Gesetz über die kommunale Neugliederung des rheinisch-westfälischen Industriegebiets aufgelöst. Boele, Fley, Halden, Haspe, Herbeck, Holthausen und Vorhalle wurden nach Hagen eingemeindet, Bommern wurde nach Witten eingemeindet und alle anderen Gemeinden kamen zum neu gegründeten Ennepe-Ruhr-Kreis.

## Einwohnerentwicklung
| Jahr    | Einwohner |
| ------- | --------- |
| 1819    | 039.360   |
| 1832    | 051.920   |
| 1880    | 125.182   |
| 01890 1 | 061.651   |
| 1900    | 077.764   |
| 1910    | 078.819   |
| 1925    | 087.520   |

## Landräte
- 1817–1822 Konrad von der Leithen
- 1822–1836 Friedrich Gerstein
- 1837–1848 Georg von Vincke
- 1851–1856 Karl von Holtzbrinck
- 1858–1868 Emil Voerster
- 1868–1892 Reinhard von Hymmen
- 1892–1899 Paul von Basse
- 1899–1914 Paul Hartmann
- 1915–1920 Walter von Trebra
- 1920–1924 Hermann von Salmuth
- 1924–1929 Ernst von Nasse